# طواف بلجيكا 2014
طواف بلجيكا 2014 (بالإنجليزية: 2014 Tour of Belgium)‏  هو سباق دراجات هوائية، وهو الموسم رقم 84 من السباق، وأقيم خلال الفترة 28 مايو 2014، وحتى 1 يونيو 2014، وهو أحد سباقات طواف أوروبا للدراجات 2014، وهو من نوع سباق المرحلة.
فاز فيه بالمركز الأول طوني مارتين، وبالمركز الثاني توم دومولين، وبالمركز الثالث سيلفان تشافانيل.

## معرض صور

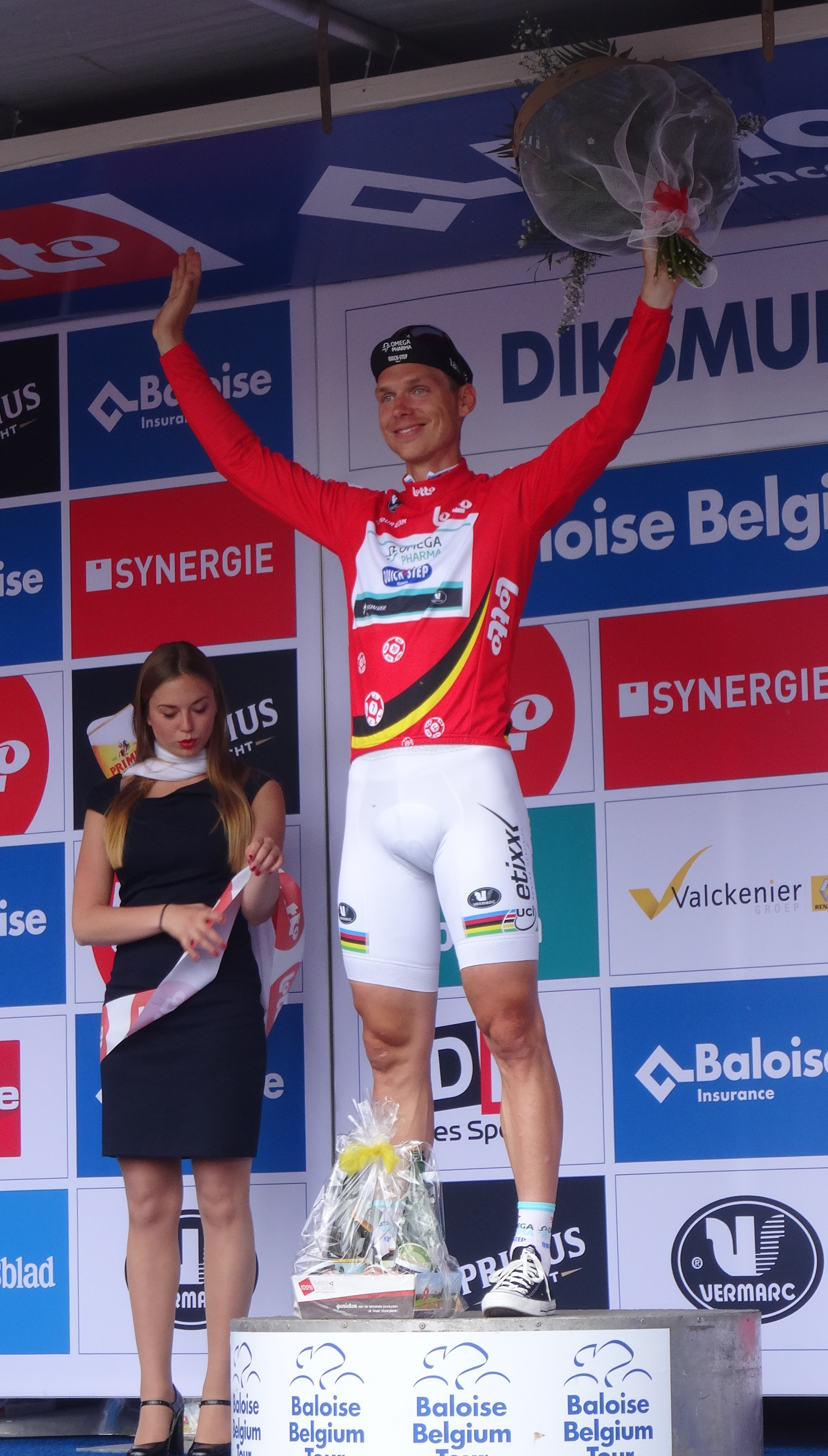
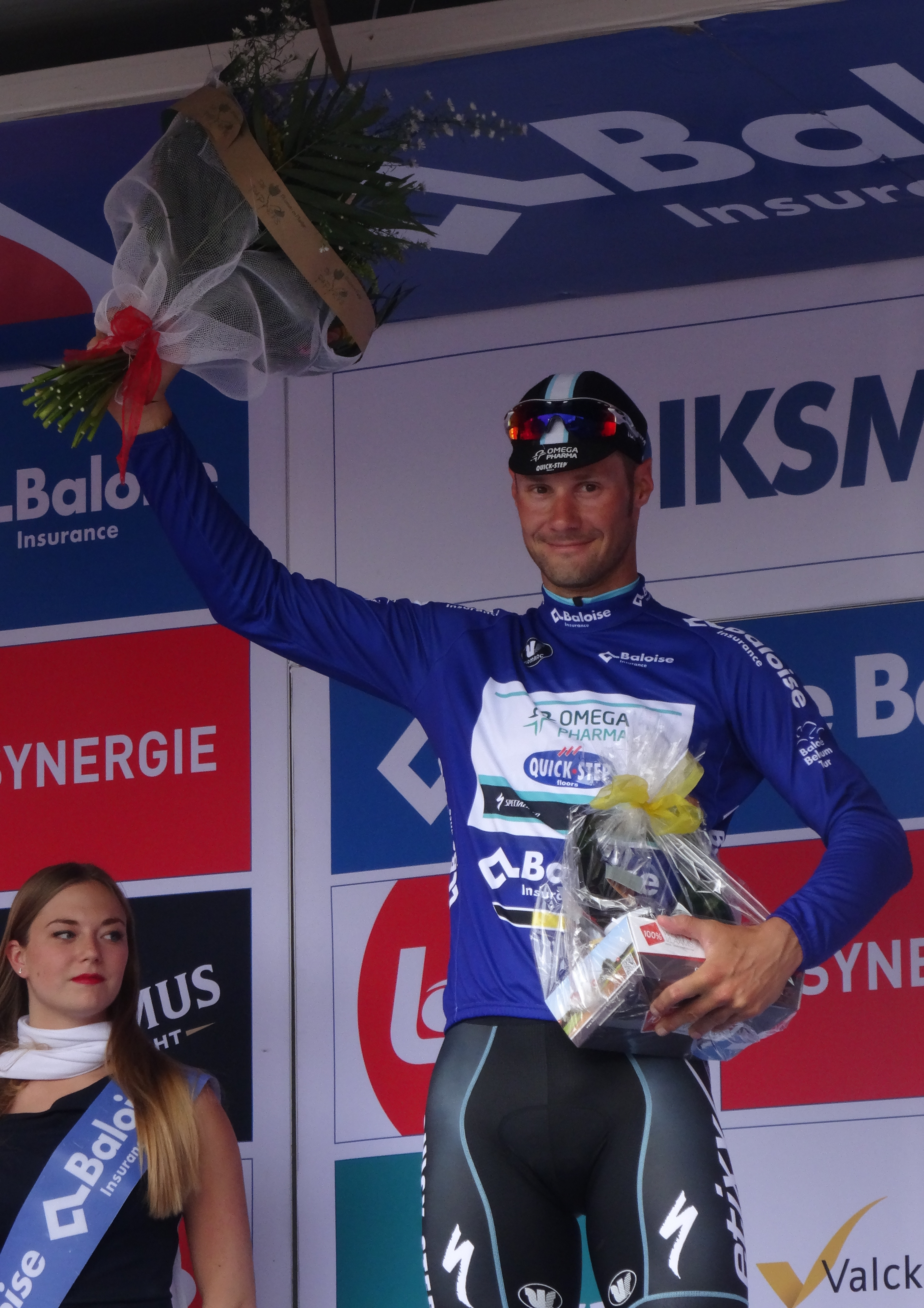
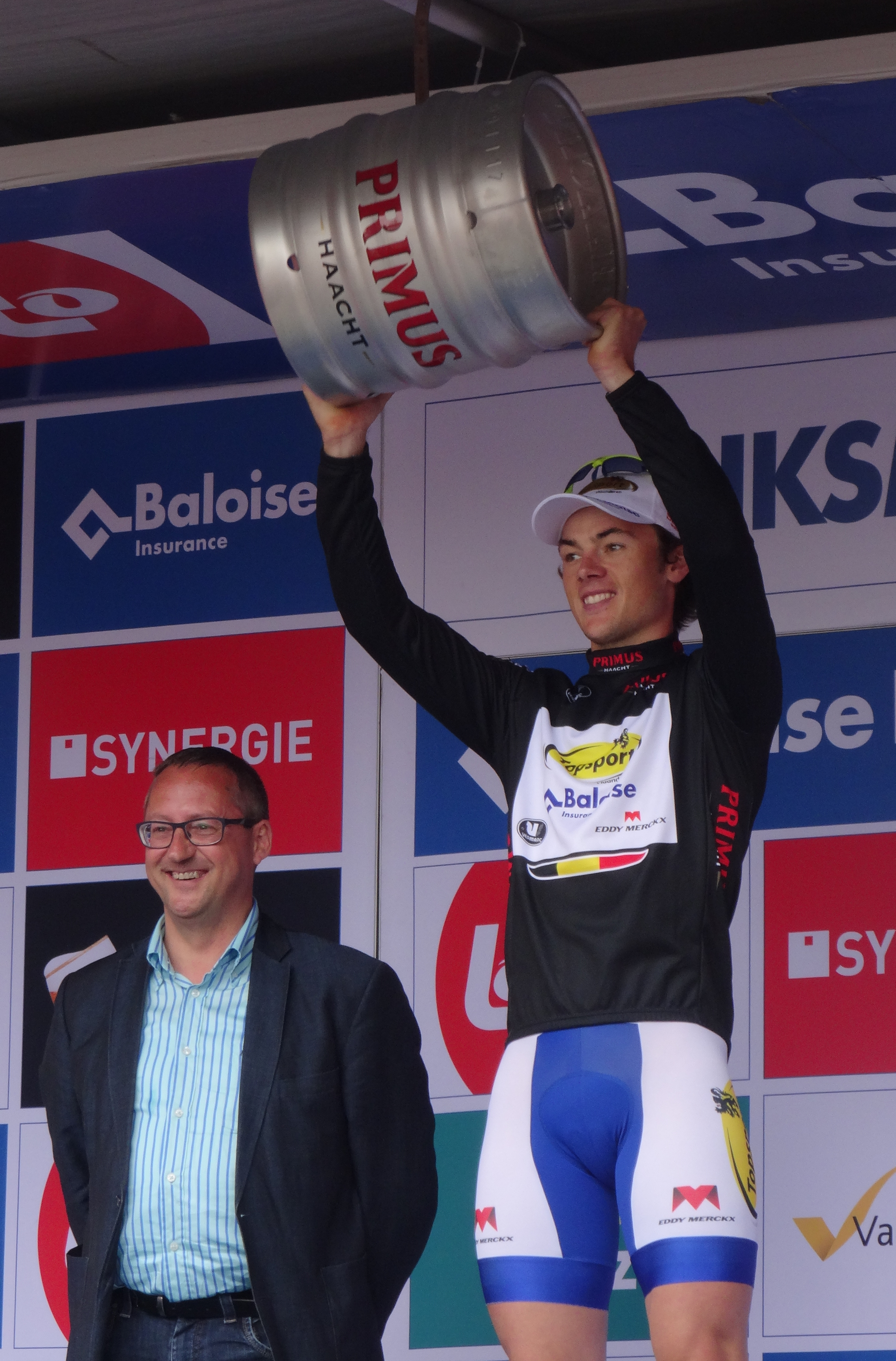
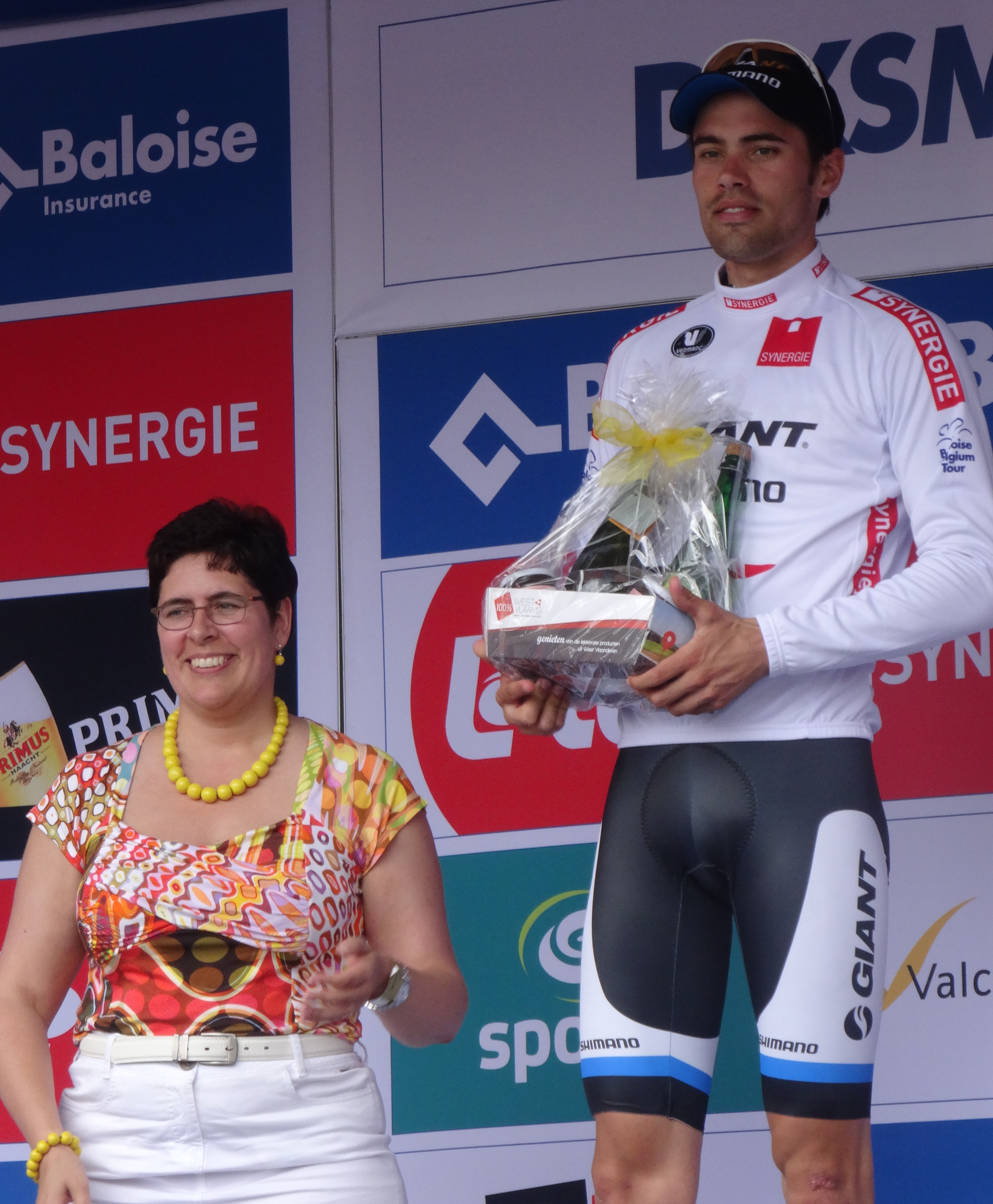
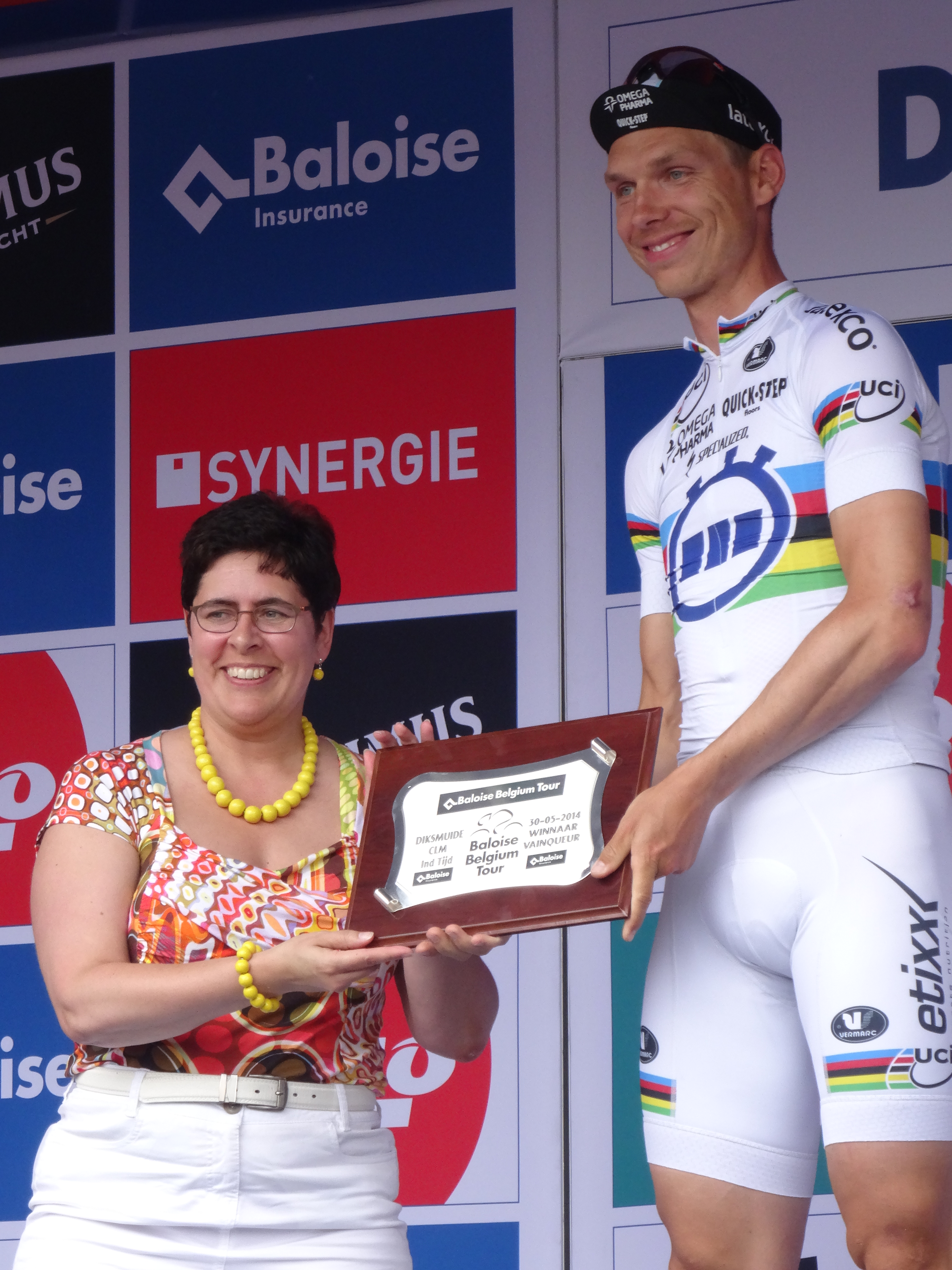

## الفائزون
| الترتيب | الفائز          |
| ------- | --------------- |
| الفائز  | طوني مارتين     |
| الثاني  | توم دومولين     |
| الثالث  | سيلفان تشافانيل |

## وصلات خارجية
- الموقع الرسمي